# أليكس دي غراسي
أليكس دي غراسي (بالإنجليزية: Alex De Grassi)‏ هو عازف جاز وعازف قيثارة أمريكي، ولد في 13 فبراير 1952 في يوكوسوكا في اليابان.

## وصلات خارجية
- الموقع الرسمي
- أليكس دي غراسي على موقع IMDb (الإنجليزية)
- أليكس دي غراسي على موقع ميوزك برينز (الإنجليزية)
- أليكس دي غراسي على موقع ديسكوغز (الإنجليزية)
- أليكس دي غراسي على موقع كينوبويسك (الروسية)